# Jean-Michel Folon

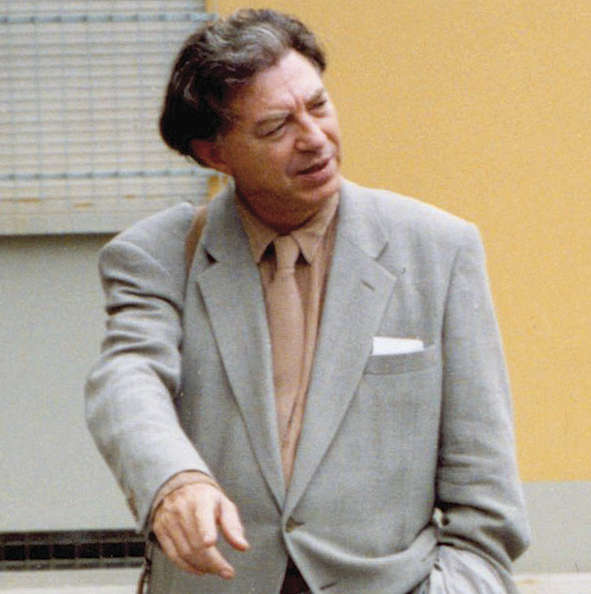
Jean-Michel Folon, 1990

Jean-Michel Folon (* 1. März 1934 in Uccle bei Brüssel; † 20. Oktober 2005 in Monaco) war ein belgischer Grafiker, Illustrator, Maler und Bildhauer.

## Leben
Jean-Michel Folon wurde in den 1960ern durch seine Illustrationen von Werken bekannter Künstler wie Franz Kafka oder Boris Vian sowie durch Poster- und Anzeigengestaltungen international bekannt; unter anderem sind die Olivetti-(Schreibmaschinen)-Werbekampagnen der 1950er- und 1960er-Jahre von seiner Handschrift geprägt und gingen in zahlreiche Postersammlungen ein. Überdies skizzierte er vielfältige Zeitungs- und Zeitschriftenartikel (u. a. Time-Magazine) mit seinen themenbegleitenden Illustrationen, die oft auch als Titelbilder verwendet wurden. Seine Bilder sind vielfach in einer leichten und subtilen wie surrealistisch-melancholischen Aquarell- und Federtechnik angelegt.
Folons Arbeiten, Aquarelle, Skulpturen und Bilder wurden in allen namhaften Museen der Welt ausgestellt. Sein Werk Ein Baum stirbt – Un albero muore, 1974,  befindet sich im Museo Cantonale d’Arte in Lugano.

## Fondation Folon
Der Künstler hat ein eigenes Museum in Form der von ihm am 28. Oktober 2000 gegründeten Stiftung „Fondation Folon“. Das Museum befindet sich im Park der Domäne Solvay in La Hulpe, wenige Kilometer außerhalb von Brüssel. In fünfzehn Ausstellungssälen werden über dreihundert Werke gezeigt: Aquarelle, Gemälde, Skulpturen, Gravuren, Objekte, Poster und Illustrationen.
Anlässlich des zehnten Jahrestages der Fondation Folon hat die Belgische Post am 16. Oktober 2010 ein Heftchen mit zehn Folon-Briefmarken herausgegeben.

## Veröffentlichungen
- Esprit Linear. Verlag Bärmeier und Nickel, 1963.
- Le Message. Hermann, Paris 1967.
- Le Portemanteau. Éditions des jumeaux, 1969.
- Folon – Ein Baum stirbt. 1974, ISBN 3-295-00008-5
- Jean-Michel Folon, Marcel van Jole, Adolf Neetens: Folon. 1978, ISBN 90-5433-116-X